# Mecynargus monticola
Mecynargus monticola là một loài nhện trong họ Linyphiidae.
Loài này thuộc chi Mecynargus. Mecynargus monticola được Herman Theodor Holm miêu tả năm 1943.